# Anel (matemática)

Uma imagem ilustrando a adição geométrica em uma curva cúbica em um espaço projetivo. A teoria dos anéis é fundamental na geometria algébrica.

Em matemática, um anel é uma estrutura algébrica que consiste em um conjunto associado a duas operações binárias, normalmente chamadas de adição e multiplicação, em que cada operação combina dois elementos para formar um terceiro elemento. Para se qualificar como um anel, o conjunto e suas duas operações devem satisfazer determinadas condições; especificamente, o conjunto deve ser um grupo abeliano sob adição e um monoide sob multiplicação tal que a multiplicação distribui sobre a adição.
Embora essas operações sejam familiares em muitas estruturas matemáticas, tais como sistemas de números ou números inteiros, elas também são muito gerais, tomando uma ampla variedade de objetos matemáticos. A onipresença dos anéis os torna um princípio organizador central da matemática contemporânea. O ramo da matemática que estuda os anéis é conhecido como teoria dos anéis.

## Definição
Um anel é uma estrutura algébrica que consiste numa tripla {\displaystyle (A,+,\cdot )}, o conjunto {\displaystyle A} com um elemento {\displaystyle 0} e duas operações binárias {\displaystyle +} e {\displaystyle \cdot } que satisfazem as seguintes condições:
1. Associatividade de {\displaystyle +:} {\displaystyle (\forall a,b,c\in A):(a+b)+c=a+(b+c)}
2. Existência de elemento neutro (0) de {\displaystyle +:} {\displaystyle (\forall a\in A):a+0=0+a=a}
3. Existência de simétrico de {\displaystyle +:} {\displaystyle (\forall a\in A)(\exists b\in A):a+b=0}
4. Comutatividade de {\displaystyle +:} {\displaystyle (\forall a,b\in A):a+b=b+a}
5. Associatividade de {\displaystyle \cdot :} {\displaystyle (\forall a,b,c\in A):(a\cdot b)\cdot c=a\cdot (b\cdot c)}
6. Distributividade de {\displaystyle \cdot } em relação a {\displaystyle +} (à esquerda e à direita): {\displaystyle (\forall a,b,c\in A):a\cdot (b+c)=a\cdot b+a\cdot c\,\wedge \,(a+b)\cdot c=a\cdot c+b\cdot c}

Dentro desta estrutura, em particular, temos que {\displaystyle (A,+)} é um grupo abeliano (comutativo). 
E {\displaystyle (A,\cdot )} é semigrupo.
Além disso em {\displaystyle (A,+,\cdot )} a multiplicação é distributiva em relação à adição
{\displaystyle (a+b)\cdot c=ac+bc}
{\displaystyle c\cdot (a+b)=ca+cb}.
Aneis que tem propriedades a mais recebem nomes específicos:
Um anel em o que grupo {\displaystyle (A,\cdot )} tem identidade diferente do zero de {\displaystyle (A,+)}, diz-se anel de identidade.
Um anel em que o semigrupo {\displaystyle (A,\cdot )} é comutativo é dito anel comutativo.

## Propriedades
- se {\displaystyle a+c=b+c} então {\displaystyle a=b}.
- se {\displaystyle a+b=a} para algum {\displaystyle a}, então {\displaystyle b=0}.
- {\displaystyle -(a+b)=-a-b}.

## Exemplos
- O conjunto {\displaystyle \mathbb {Z} } dos números inteiros forma um anel relativamente à adição e à multiplicação usuais. O mesmo acontece com o conjunto {\displaystyle \mathbb {Q} } dos números racionais, o conjunto {\displaystyle \mathbb {R} } dos números reais, o conjunto {\displaystyle \mathbb {C} } dos números complexos  e os quatérnios.
- O conjunto dos números complexos que são raízes de polinómios da forma {\displaystyle x^{n}+a_{n-1}x^{n-1}+} ··· {\displaystyle +a_{1}x+a_{0},} com coeficientes inteiros, forma um anel relativamente à adição e à multiplicação usuais, o anel dos inteiros algébricos.
- O menor anel é formado somente por {\displaystyle 0.}
- Seja {\displaystyle (G,+)} um grupo abeliano e seja End({\displaystyle G}) o conjunto dos endomorfismos de {\displaystyle G.} Se, dados {\displaystyle f,g} ∈ End({\displaystyle G}), se definir a adição de {\displaystyle f+g} ∈ End({\displaystyle G}) de {\displaystyle f} com {\displaystyle g} por {\displaystyle (f+g)(x)=f(x)+g(x),} então End({\displaystyle G}) é um anel relativamente às operações adição e composição.

## Casos particulares
- Se a multiplicação é comutativa, temos um anel comutativo.
- Se a multiplicação tem elemento neutro, temos um anel com identidade ou anel com unidade.
- Um anel de divisão é um anel {\displaystyle (A,+,\;\cdot \;)} em que {\displaystyle (A} \ {{\displaystyle 0}}{\displaystyle ,\;\cdot \;)} é um grupo.
- Se a multiplicação tem elemento neutro e é idempotente, temos um anel booliano. Anéis boolianos e álgebras boolianas tem uma correspondência trivial.

## Divisores de zero
Sejam {\displaystyle A} um anel e {\displaystyle a} um elemento de {\displaystyle A} diferente de {\displaystyle 0.} Diz-se que {\displaystyle a} é um divisor de zero se existir algum {\displaystyle b} ∈ {\displaystyle A} \ {\displaystyle \{0\}} tal que {\displaystyle a.b=0} ou que {\displaystyle b.a=0.}
Exemplos:
- O anel {\displaystyle \mathbb {Z} } dos números inteiros não tem divisores de zero.
- Seja {\displaystyle n} um número natural maior do que {\displaystyle 1} e seja {\displaystyle \mathbb {Z} _{n}=\{0,,\ldots ,n-1\}} com a adição e o produto assim definidos: se {\displaystyle a,b} ∈ {\displaystyle \mathbb {Z} _{n},} então {\displaystyle a+b} é o resto da divisão por {\displaystyle n} da soma dos números inteiros {\displaystyle a} e {\displaystyle b} e {\displaystyle a.b} é o resto da divisão por {\displaystyle n} do produto dos números inteiros {\displaystyle a} e {\displaystyle b.} Então {\displaystyle \mathbb {Z} _{n},} tem divisores de zero quando e só quando {\displaystyle n} for composto. Neste caso, se a e b forem números naturais tais que {\displaystyle a.b=n} então, em {\displaystyle \mathbb {Z} _{n},}{\displaystyle a.b=0.}

## Ideais
Sejam {\displaystyle A} um anel e {\displaystyle I} um subconjunto não vazio de {\displaystyle A.} Diz-se que {\displaystyle I} é um ideal à esquerda de {\displaystyle A} se
1. {\displaystyle I\neq A}
2. {\displaystyle (\forall i,j\in I):i+j\in I}
3. {\displaystyle (\forall a\in A)(\forall i\in I):a.i\in I}

Diz-se que {\displaystyle I} é um ideal à direita de {\displaystyle A} se satisfizer as duas primeiras das condições anteriores, juntamente com
{\displaystyle (\forall a\in A)(\forall i\in I):i.a\in I}
Diz-se que {\displaystyle I} é um ideal bilateral se for simultaneamente um ideal à esquerda e um ideal à direita.
Caso {\displaystyle A} seja um anel comutativo, não há diferença entre os conceitos de ideal à esquerda e ideal à direita. Fala-se então somente de ideais.
Exemplos:
- Os inteiros pares formam um ideal do anel dos números inteiros. Mais geralmente, se {\displaystyle m} ∈ Z\{±{\displaystyle 1}}, o conjunto dos inteiros que são múltiplos de {\displaystyle m} é um ideal do anel dos números inteiros e, de facto, todos os ideais do anel dos números inteiros. são daquela forma.
- Seja {\displaystyle A} o conjunto das funções {\displaystyle f} de R² em R² da forma

{\displaystyle f(x,y)=(a.x+b.y,c.x+d.y),}
onde {\displaystyle a,b,c,d} ∈ R. Então, se {\displaystyle 0} for a função nula, se {\displaystyle +} for a adição de funções e se {\displaystyle .} for a composição, então {\displaystyle A} é um anel (não comutativo). Se
{\displaystyle I=\{f\in A\,|\,f(1,0)=(0,0)\},}
então {\displaystyle I} é um ideal à esquerda, mas não é um ideal à direita.
Se {\displaystyle A} for um anel e {\displaystyle I} for um ideal (à esquerda ou à direita), considere-se em {\displaystyle A} a relação de equivalência ∼ assim definida:
{\displaystyle a} ∼ {\displaystyle b} se e só se {\displaystyle a-b} ∈ {\displaystyle I.}
Se {\displaystyle a} ∈ {\displaystyle A,} seja {\displaystyle a+I} a sua classe de equivalência; seja {\displaystyle A/I} o conjunto de todas as classes de equivalência. Então, se se definir
{\displaystyle (a+I)+(b+I)=(a+b)+I,}
{\displaystyle (A/I,+)} é novamente um grupo abeliano. Além disso, se {\displaystyle I} for um ideal à esquerda e se {\displaystyle a} ∈ {\displaystyle A,} então faz sentido definir a função
{\displaystyle {\begin{array}{ccc}A/I&\longrightarrow &A/I\\b+I&\mapsto &a.b+I\end{array}}}
Analogamente, se {\displaystyle I} for um ideal à direita e se {\displaystyle a} ∈ {\displaystyle A,} então faz sentido definir a função
{\displaystyle {\begin{array}{ccc}A/I&\longrightarrow &A/I\\b+I&\mapsto &b.a+I\end{array}}}
Caso {\displaystyle I} seja um ideal bilateral, {\displaystyle A/I} volta a ser um anel se se definir
{\displaystyle (a+I).(b+I)=a.b+I}